# جورج لوفيفر
جورج لوفيفر (بالفرنسية: Georges Lefebvre )‏ (و. 1874 – 1959 م) هو مؤرخ وأستاذ فرنسي، ولد في ليل، كان عضوًا في الأكاديمية الألمانية للعلوم في برلين، توفي في بولون-بيانكور، عن عمر يناهز 85 عاماً.

## التعليم
تعلم في كلية الفنون في باريس ‏، وتحصل منها على شهادة الدكتوراه الوطنية (حتى 1924)، وجامعة ليل.

## روابط خارجية
- جورج يفبفر على موقع الموسوعة البريطانية (الإنجليزية)